# Segunda División de Chile 1988
El Campeonato Nacional de Fútbol de Segunda División de 1988 fue el 37° torneo disputado de la segunda categoría del fútbol profesional chileno, con la participación de 24 equipos divididos en dos grupos de 12 equipos.
El torneo se disputó en su primera fase en dos grupos (Norte y Sur), en dos ruedas con un sistema de todos-contra-todos.
El campeón del torneo fue Rangers de Talca, que consiguió el ascenso a Primera División, junto con el subcampeón Unión San Felipe.

## Movimientos divisionales
| Pos | a Primera División 1988      |
| --- | ---------------------------- |
| 1º  | Deportes La Serena (Campeón) |
| 2º  | Deportes Valdivia            |
| 3º  | O'Higgins                    |

| Pos | desde Tercera División de Chile 1987 |
| --- | ------------------------------------ |
| 1º  | Deportes Colchagua                   |

| Pos | Descendido desde Primera División de Chile 1987 |
| --- | ----------------------------------------------- |
| 1º  | Rangers                                         |
| 2º  | San Luis de Quillota                            |
| 3º  | Lota Schwager                                   |

| Pos | Descendido a Tercera División de Chile 1988 |
| --- | ------------------------------------------- |
| 1º  | Soinca Bata Melipilla                       |
| 2º  | Iván Mayo                                   |
| 3º  | Quintero Unido                              |
| 4º  | Unión Santa Cruz                            |
| 5º  | Deportes Laja                               |

## Equipos participantes
| Equipo                | Ciudad                        |
| --------------------- | ----------------------------- |
| Audax Italiano        | La Florida, Santiago de Chile |
| Cobreandino           | los Andes                     |
| Colchagua             | San Fernando                  |
| Coquimbo Unido        | Coquimbo                      |
| Curicó Unido          | Curicó                        |
| Deportes Antofagasta  | Antofagasta                   |
| Deportes Arica        | Arica                         |
| Deportes Linares      | Linares                       |
| Deportes Ovalle       | Ovalle                        |
| Deportes Temuco       | Temuco                        |
| Deportes Puerto Montt | Puerto Montt                  |
| General Velásquez     | San Vicente de Tagua Tagua    |
| Iberia                | Los Ángeles                   |
| Lota Schwager         | Coronel                       |
| Magallanes            | Maipú, Santiago de Chile      |
| Malleco Unido         | Angol                         |
| Ñublense              | Chillán                       |
| Provincial Osorno     | Osorno                        |
| Regional Atacama      | Copiapó                       |
| Rangers               | Talca                         |
| San Luis              | Quillota                      |
| Santiago Wanderers    | Valparaíso                    |
| Unión La Calera       | La Calera                     |
| Unión San Felipe      | San Felipe                    |

## Tablas finales

### Zona Norte
| Pos | Equipo               | PJ | PG | PE | PP | GF | GC | Dif | Pts |
| --- | -------------------- | -- | -- | -- | -- | -- | -- | --- | --- |
| 1   | Coquimbo Unido       | 22 | 7  | 12 | 3  | 22 | 17 | 5   | 40  |
| 2   | Unión San Felipe     | 22 | 9  | 7  | 6  | 32 | 24 | 8   | 39  |
| 3   | Santiago Wanderers   | 22 | 8  | 9  | 5  | 27 | 17 | 10  | 38  |
| 4   | Deportes Arica       | 22 | 9  | 5  | 8  | 35 | 30 | 5   | 35  |
| 5   | San Luis de Quillota | 22 | 10 | 4  | 8  | 30 | 27 | 3   | 35  |
| 6   | Magallanes           | 22 | 9  | 4  | 9  | 24 | 25 | -1  | 34  |
| 7   | Deportes Antofagasta | 22 | 7  | 10 | 5  | 21 | 23 | -2  | 34  |
| 8   | Unión La Calera      | 22 | 9  | 4  | 9  | 25 | 20 | 5   | 32  |
| 9   | Deportes Ovalle      | 22 | 7  | 6  | 9  | 24 | 34 | -10 | 30  |
| 10  | Regional Atacama     | 22 | 6  | 5  | 11 | 23 | 33 | -10 | 27  |
| 11  | Audax Italiano       | 22 | 6  | 6  | 10 | 31 | 33 | -2  | 26  |
| 12  | Cobreandino          | 22 | 5  | 7  | 10 | 21 | 32 | -11 | 26  |

|  | Clasifica a Liguilla Ascenso Norte.  |
|  | Clasifica a Liguilla Descenso Norte. |

### Zona Sur
| Pos | Equipo                | PJ | PG | PE | PP | GF | GC | Dif | Pts |
| --- | --------------------- | -- | -- | -- | -- | -- | -- | --- | --- |
| 1   | Rangers               | 22 | 14 | 3  | 5  | 30 | 15 | 15  | 35  |
| 2   | Deportes Temuco       | 22 | 8  | 9  | 5  | 35 | 23 | 12  | 32  |
| 3   | Iberia                | 22 | 9  | 9  | 4  | 42 | 32 | 10  | 30  |
| 4   | Lota Schwager         | 22 | 11 | 5  | 6  | 32 | 26 | 6   | 29  |
| 5   | Provincial Osorno     | 22 | 8  | 8  | 6  | 30 | 25 | 5   | 29  |
| 6   | Curicó Unido          | 22 | 6  | 11 | 5  | 25 | 24 | 1   | 28  |
| 7   | Deportes Puerto Montt | 22 | 6  | 6  | 10 | 23 | 30 | -7  | 26  |
| 8   | Deportes Linares      | 22 | 6  | 7  | 9  | 32 | 33 | -1  | 25  |
| 9   | Ñublense              | 22 | 7  | 6  | 9  | 30 | 32 | -2  | 24  |
| 10  | General Velásquez     | 22 | 4  | 9  | 9  | 24 | 35 | -11 | 24  |
| 11  | Colchagua             | 22 | 5  | 8  | 9  | 27 | 32 | -5  | 23  |
| 12  | Malleco Unido         | 22 | 4  | 7  | 11 | 21 | 32 | -11 | 21  |

|  | Clasifica a Liguilla Ascenso Sur.  |
|  | Clasifica a Liguilla Descenso Sur. |

### Liguilla Ascenso Norte
| Pos | Equipo               | PJ | PG | PE | PP | GF | GC | Dif | Pts |
| --- | -------------------- | -- | -- | -- | -- | -- | -- | --- | --- |
| 1   | Unión San Felipe     | 10 | 5  | 3  | 2  | 15 | 8  | 7   | 57  |
| 2   | Deportes Arica       | 10 | 5  | 3  | 2  | 15 | 12 | 3   | 56  |
| 3   | Coquimbo Unido       | 10 | 3  | 4  | 3  | 16 | 9  | 7   | 55  |
| 4   | Santiago Wanderers   | 10 | 3  | 3  | 4  | 14 | 17 | -3  | 51  |
| 5   | San Luis de Quillota | 10 | 3  | 3  | 4  | 12 | 17 | -5  | 49  |
| 6   | Magallanes           | 10 | 2  | 2  | 6  | 9  | 18 | -9  | 43  |

### Liguilla Descenso Norte
| Pos | Equipo               | PJ | PG | PE | PP | GF | GC | Dif | Pts |
| --- | -------------------- | -- | -- | -- | -- | -- | -- | --- | --- |
| 7   | Deportes Antofagasta | 10 | 6  | 2  | 2  | 17 | 8  | 9   | 55  |
| 8   | Cobreandino          | 10 | 4  | 3  | 3  | 11 | 11 | 0   | 43  |
| 9   | Deportes Ovalle      | 10 | 2  | 5  | 3  | 4  | 9  | -5  | 43  |
| 10  | Regional Atacama     | 10 | 5  | 0  | 5  | 12 | 16 | -4  | 42  |
| 11  | Unión La Calera      | 10 | 2  | 2  | 6  | 7  | 11 | -4  | 42  |
| 12  | Audax Italiano       | 10 | 4  | 2  | 4  | 15 | 10 | 5   | 40  |

|  | Final por el Campeonato. Asciende a Primera División. |
|  | Clasifica a Liguilla de Promoción.                    |
|  | Juega Definición Descenso.                            |

### Liguilla Ascenso Sur
| Pos | Equipo            | PJ | PG | PE | PP | GF | GC | Dif | Pts |
| --- | ----------------- | -- | -- | -- | -- | -- | -- | --- | --- |
| 1   | Rangers           | 10 | 5  | 4  | 1  | 11 | 6  | 5   | 68  |
| 2   | Deportes Temuco   | 10 | 5  | 1  | 4  | 18 | 14 | 4   | 57  |
| 3   | Lota Schwager     | 10 | 4  | 3  | 3  | 14 | 14 | 0   | 55  |
| 4   | Iberia            | 10 | 2  | 5  | 3  | 12 | 13 | -1  | 51  |
| 5   | Provincial Osorno | 10 | 3  | 1  | 6  | 15 | 18 | -3  | 48  |
| 6   | Curicó Unido      | 10 | 2  | 5  | 3  | 7  | 12 | -5  | 48  |

### Liguilla Descenso Sur
| Pos | Equipo                | PJ | PG | PE | PP | GF | GC | Dif | Pts |
| --- | --------------------- | -- | -- | -- | -- | -- | -- | --- | --- |
| 7   | Deportes Puerto Montt | 10 | 6  | 3  | 1  | 24 | 12 | 12  | 50  |
| 8   | Deportes Linares      | 10 | 3  | 3  | 4  | 7  | 10 | -3  | 43  |
| 9   | General Velásquez     | 10 | 4  | 3  | 3  | 14 | 14 | 0   | 42  |
| 10  | Ñublense              | 10 | 3  | 4  | 3  | 11 | 12 | -1  | 41  |
| 11  | Colchagua             | 10 | 4  | 2  | 4  | 16 | 18 | -2  | 40  |
| 12  | Malleco Unido         | 10 | 3  | 1  | 6  | 11 | 17 | -6  | 33  |

|  | Final por el Campeonato. Asciende a Primera División. |
|  | Clasifica a Liguilla de Promoción.                    |
|  | Juega Definición Descenso.                            |

## Final por el campeonato
| Partido de ida; 18 de enero de 1989 | Unión San Felipe                                               | 4:2 (2:1) | Rangers             | Estadio Municipal, San Felipe                             |                                                           |
|                                     | M. Roco 10' (pen.) · Pérez 42' · Wede 70' · H. Roco 76' (pen.) |           | 10' Moya · 58' Pino | Asistencia: 6.996 espectadores Árbitro(s): Jorge Massardo | Asistencia: 6.996 espectadores Árbitro(s): Jorge Massardo |

| Partido de vuelta; 21 de enero de 1989 | Rangers              | 2:0 (2:0) (Global 4:4) | Unión San Felipe | Estadio Fiscal, Talca                                      |                                                            |
|                                        | Jeria 8' · Rojas 21' |                        |                  | Asistencia: 10.094 espectadores Árbitro(s): Sergio Vásquez | Asistencia: 10.094 espectadores Árbitro(s): Sergio Vásquez |

- Rangers se corona campeón debido al gol de visita.

| Bandera de Chile |
| Campeón Rangers  |

## Definición descenso
| Partido de ida; 18 de enero de 1989 | Audax Italiano                             | 4:0 (2:0) | Malleco Unido | Estadio Municipal de La Florida, Santiago                |                                                          |
|                                     | Biehl 30', 84' · Castro 45' · Fabbiani 80' |           |               | Asistencia: 2.198 espectadores Árbitro(s): Enrique Marín | Asistencia: 2.198 espectadores Árbitro(s): Enrique Marín |

| Partido de vuelta; 22 de enero de 1989 | Malleco Unido              | 2:0 (1:0) (Global 2:4) | Audax Italiano | Estadio Alberto Larraguibel, Angol                       |                                                          |
|                                        | Bascur 45' · Benavides 58' |                        |                | Asistencia: 1.292 espectadores Árbitro(s): Carlos Robles | Asistencia: 1.292 espectadores Árbitro(s): Carlos Robles |

- Malleco Unido desciende a Tercera División.

## Liguilla de Promoción
Los 3 equipos que participaron en esa liguilla, tenían que jugar en una sola sede, en este caso en Valparaíso y lo disputaron en un formato de todos contra todos en 3 partidos. El ganador jugará en Primera División para el año 1989, mientras que los 2 perdedores jugarán en Segunda División para el mismo año mencionado.
| Pos | Equipo          | PJ | PG | PE | PP | GF | GC | Dif | Pts |
| --- | --------------- | -- | -- | -- | -- | -- | -- | --- | --- |
| 1   | O'Higgins       | 2  | 2  | 0  | 0  | 4  | 1  | 3   | 4   |
| 2   | Deportes Arica  | 2  | 0  | 1  | 1  | 1  | 2  | -1  | 1   |
| 3   | Deportes Temuco | 2  | 0  | 1  | 1  | 0  | 2  | -2  | 1   |

PJ=Partidos jugados; PG=Partidos ganados; PE=Partidos empatados; PP=Partidos perdidos; GF=Goles a favor; GC=Goles en contra; Dif=Diferencia de gol; Pts=Puntos
|  | Jugará en Primera División de Chile 1989  |
|  | Jugarán en Segunda División de Chile 1989 |

1º Fecha
| 18 de enero de 1989 | Deportes Arica | 0 : 0 | Deportes Temuco | Estadio Playa Ancha, Valparaíso |  |
|                     |                |       |                 | Árbitro(s): Salvador Imperatore |  |

2º Fecha
| 21 de enero de 1989 | O'Higgins                        | 2 : 0 | Deportes Temuco | Estadio Playa Ancha, Valparaíso |                            |
|                     | Sergio Bufarini · Juvenal Vargas |       |                 | Árbitro(s): Jorge Massardo      | Árbitro(s): Jorge Massardo |

3º Fecha
| 25 de enero de 1989 | O'Higgins                                  | 2 : 1 | Deportes Arica   | Estadio Playa Ancha, Valparaíso |                                 |
|                     | Sergio Bufarini · Jorge ‘Choche’ Gómez 25' |       | Francisco Campos | Árbitro(s): Salvador Imperatore | Árbitro(s): Salvador Imperatore |

- O'Higgins se mantiene en la Primera División para el año 1989. En tanto, Deportes Arica y Deportes Temuco se mantienen en la Segunda División, para la temporada mencionada.